# Piórków-Kolonia
Piórków-Kolonia est une localité polonaise de la gmina de Baćkowice, située dans le powiat d'Opatów en voïvodie de Sainte-Croix.